# Louis Denzler

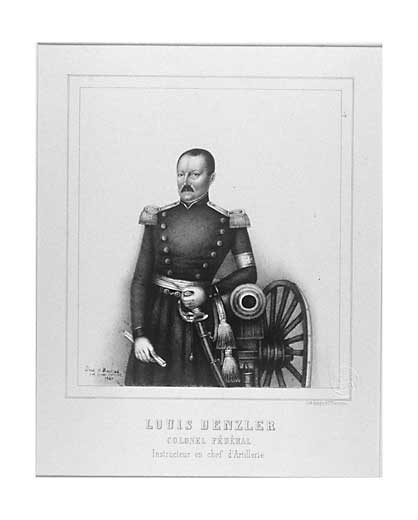
Louis Denzler.

Louis Denzler (Zürich, 13 september 1806 - Genève, 18 juni 1880) was een Zwitsers militair en politicus.

## Levensloop
Denzler volgde een militaire opleiding. Van 1835 tot 1848 was hij lid van de generale staf van Zwitserland. In 1840 was hij bevelhebber der artillerie van het kanton Zürich. In 1848 werd hij bevorderd tot kolonel der artillerie. Van 1850 tot 1859 was hij hoofdinstructeur (Oberinstruktor) van het Zwitserse leger.
Denzler, die sinds 1851 in Fleurier, in het kanton Neuchâtel woonachtig was, was in 1853 medeoprichter van L'Indépendant (De Onafhankelijke), de krant van de dissidente republikeinen in het kanton Neuchâtel. In 1855 werd hij administrateur van de spoorwegmaatschappij Frankrijk-Zwitserland, waarvan hij een van de initiators was.
Denzler speelde een belangrijke rol na de Neuchâtelcrisis in 1856 toen royalisten een staatsgreep probeerden te plegen en de personele unie tussen Pruisen en het kanton Neuchâtel te herstellen die mislukte. Denzler was bevelhebber van de kantonmilitie en later van de in Neuchâtel gestationeerde federale troepen die de rust in het kanton moesten herstellen.
In 1856 werd Denzler als lid van de Radicale Partij van Neuchâtel (Parti Radical Neuchâtelois) in de Grote Raad van Neuchâtel gekozen. In 1858 was hij lid van de Grondwetgevende Vergadering van het kanton en in 1859 werd hij lid van de Staatsraad van Neuchâtel. Hij beheerde het departement van Militaire Zaken en van 1860 tot 1861 voorzitter van de Staatsraad (dat wil zeggen regeringsleider).
Denzler was ook op federaal vlak politiek actief. Van 1856 tot 1857 en van 1860 tot 1865 was hij lid van de Kantonsraad.
Van 1867 tot 1876 was hij oorlogscommissaris van Zwitserland.
Louis Denzler overleed op 73-jarige leeftijd.